# Бумажный дом (телесериал)
«Бума́жный дом» (исп. La casa de papel) —  испанский криминально-драматический телесериал об ограблении, созданный Алексом Пиной. Сериал рассказывает о двух давно подготовленных ограблениях во главе с Профессором (Альваро Морте) — на Королевском монетном дворе Испании и в Банке Испании — с точки зрения одной из грабительниц, Токио (Урсула Корберо). Повествование ведётся в режиме реального времени и опирается на ретроспективные кадры, скачки во времени, скрытые мотивы персонажей и ненадёжную рассказчицу для усложнения.
Изначально проект задумывался как мини-сериал, который будет рассказан в двух частях. Первоначально он был показан в 15 эпизодах на испанском канале Antena 3 со 2 мая 2017 года по 23 ноября 2017. Netflix приобрёл глобальные права на потоковое вещание в конце 2017. Они сократили на 22 более коротких эпизода и выпустили их по всему миру, начиная с первой части 20 декабря 2017, за которой последовала вторая часть 6 апреля 2018. В апреле 2018 года Netflix продлил сериал со значительно увеличенным бюджетом в общей сложности на 16 новых эпизодов. Часть 3, состоящая из восьми эпизодов, была выпущена 19 июля 2019 года. Часть 4, также состоящая из восьми эпизодов, была выпущена 3 апреля 2020 года. В тот же день на Netflix состоялась премьера документального фильма с участием продюсеров и актеров под названием «Бумажный дом: феномен» (исп. La casa de papel: El Fenómeno). В июле 2020 года Netflix продлил сериал на пятую и заключительную часть, которая была выпущена в двух частях по пять серий 3 сентября и 3 декабря 2021 года соответственно. Аналогично «Бумажному дому: Феномен», в тот же день на Netflix состоялась премьера двухсерийного документального фильма с участием продюсеров и актёров под названием «Бумажный дом: от Токио до Берлина». Сериал был снят в Мадриде, Испания. Значительные фрагменты были также сняты в Панаме, Таиланде, Италии (Флоренция), Дании и Португалии (Лиссабон).
Сериал получил несколько наград, в том числе за лучший драматический сериал на 46-й международной премии «Эмми», а также признание критиков за его сложный сюжет, межличностные драмы, режиссуру и попытку внедрить инновации в испанское телевидение. Итальянская антифашистская песня «Bella ciao», которая звучит несколько раз на протяжении всего сериала, стала летним хитом по всей Европе в 2018 году. К 2018 году сериал стал самым популярным неанглоязычным сериалом и одним из самых популярных сериалов в целом на Netflix, вызвав особый резонанс у зрителей из Средиземноморья, Европы и Латинской Америки.

## Сюжет
Действие первого и второго сезонов разворачивается в Мадриде вокруг группы авантюристов, использующих названия городов в качестве кодовых имён, во главе с таинственным Профессором. Их план заключается в том, чтобы вынести 2,4 миллиарда евро из Испанского королевского монетного двора. Взявшей в заложники 67 человек команде предстоит в течение пяти дней печатать деньги, противостоя при этом элитным силам полиции.
После этого участники команды вынуждены залечь на дно на два года, а затем организовать второе ограбление, на этот раз — Банка Испании.

## В ролях

### Основной состав
= Главная роль в сезоне
     = Второстепенная роль в сезоне
     = Гостевая роль в сезоне
     = Не появляется
| Актёр               | Персонаж                                        | Появление в сезонах | Появление в сезонах | Появление в сезонах | Появление в сезонах | Появление в сезонах | Появление в сезонах |
| Актёр               | Персонаж                                        | 1                   | 2                   | 3                   | 4                   | 5                   | Серии               |
| ------------------- | ----------------------------------------------- | ------------------- | ------------------- | ------------------- | ------------------- | ------------------- | ------------------- |
| Урсула Корберо      | Силена Оливейра / «Токио», рассказчик           | 13                  | 9                   | 8                   | 8                   | 10                  | 48                  |
| Альваро Морте       | Серхио Маркина / Сальвадор Мартин / «Профессор» | 13                  | 9                   | 8                   | 8                   | 10                  | 48                  |
| Ициар Итуньо        | Ракель Мурильо / «Лиссабон»                     | 12                  | 9                   | 8                   | 7                   | 10                  | 46                  |
| Педро Алонсо        | Андрес де Фонойоса / «Берлин»                   | 13                  | 9                   | 8                   | 8                   | 8                   | 46                  |
| Пако Тоус           | Августин Рамос / «Москва»                       | 13                  | 9                   | 2                   | 2                   | 1                   | 27                  |
| Альба Флорес        | Агата Хименес / «Найроби»                       | 13                  | 9                   | 8                   | 7                   | 2                   | 39                  |
| Мигель Эрран        | Анибаль Кортес / «Рио»                          | 13                  | 9                   | 8                   | 8                   | 10                  | 48                  |
| Хайме Лоренте       | Даниэль Рамос / «Денвер»                        | 13                  | 9                   | 8                   | 8                   | 10                  | 48                  |
| Эстер Асебо         | Моника Гастамбиде / «Стокгольм»                 | 13                  | 8                   | 8                   | 8                   | 10                  | 47                  |
| Энрике Арсе         | Артуро Роман                                    | 13                  | 9                   | 5                   | 8                   | 5                   | 40                  |
| Мария Педраса       | Элисон Паркер                                   | 13                  | 9                   |                     |                     |                     | 22                  |
| Дарко Перич         | Мирко Драгич / «Хельсинки»                      | 13                  | 9                   | 8                   | 8                   | 10                  | 48                  |
| Кити Манвер         | Мариви Фуэнтес                                  | 7                   | 2                   | 1                   | 2                   |                     | 12                  |
| Ховик Кеучкерян     | Сантьяго Лопес / «Богота»                       |                     |                     | 8                   | 8                   | 10                  | 26                  |
| Родриго де ла Серна | Мартин Берроте / «Палермо»                      |                     |                     | 8                   | 8                   | 10                  | 26                  |
| Найва Нимри         | Алисия Сьерра                                   |                     |                     | 8                   | 7                   | 10                  | 25                  |
| Лука Перош          | Яков / «Марсель»                                |                     |                     | 8                   | 8                   | 10                  | 26                  |
| Белен Куэста        | Хулия Мартинес / «Манила»                       |                     |                     | 2                   | 8                   | 10                  | 20                  |
| Фернандо Кайо       | Луис Тамайо                                     |                     |                     | 6                   | 8                   | 9                   | 23                  |
| Всего серий         | Всего серий                                     | 13                  | 9                   | 8                   | 8                   | 10                  | 48                  |

### Второстепенный состав
| Актёр                    | Персонаж                       | Появление в сезонах | Появление в сезонах | Появление в сезонах | Появление в сезонах | Появление в сезонах | Появление в сезонах |
| Актёр                    | Персонаж                       | 1                   | 2                   | 3                   | 4                   | 5                   | Серий               |
| ------------------------ | ------------------------------ | ------------------- | ------------------- | ------------------- | ------------------- | ------------------- | ------------------- |
| Роберто Гарсия           | Радко Драгич / «Осло»          | 13                  | 4                   | 1                   | 2                   |                     | 20                  |
| Фернандо Сото            | Анхель Рубио                   | 12                  | 9                   | 5                   | 6                   | 9                   | 41                  |
| Хуан Фернандес           | Альфонсо Прието                | 13                  | 9                   | 7                   | 1                   |                     | 30                  |
| Фран Морсильо            | Пабло Руис                     | 12                  |                     |                     |                     |                     | 12                  |
| Анна Грас                | Мерседес Кольменар             | 12                  | 9                   |                     |                     |                     | 21                  |
| Антонио Куэльяр Родригес | Торрес                         | 13                  | 9                   |                     |                     |                     | 22                  |
| Клара Альварадо          | Ариадна Каскалес               | 10                  | 8                   |                     |                     |                     | 18                  |
| Марио де ла Роса         | Суарес                         | 12                  | 9                   | 6                   | 4                   | 9                   | 40                  |
| Найя Гус                 | Паула Викунья Мурильо          | 4                   | 1                   | 1                   | 2                   |                     | 8                   |
| Мигель Гарсия Борда      | Альберто Викунья               | 2                   | 5                   |                     | 1                   | 1                   | 9                   |
| Владислав Карпушин       | Дарко Драгич                   |                     | 3                   |                     | 2                   | 5                   | 10                  |
| Диана Гомес              | Татьяна                        |                     |                     | 3                   | 2                   | 6                   | 11                  |
| Джое Камериас            | Марио Урбанейя                 |                     |                     | 6                   | 7                   | 4                   | 17                  |
| Хосе Мануэль Пога        | Cесар Гандия                   |                     |                     | 4                   | 7                   | 4                   | 15                  |
| Антонио Ромеро           | Бенито Антоньанзас             |                     |                     | 6                   | 7                   | 8                   | 21                  |
| Микель Бустаманте        | Мартинес                       |                     |                     | 5                   | 3                   | 7                   | 15                  |
| Ахикар Аскона            | Матиас Каньо / «Памплона»      |                     |                     | 5                   | 7                   | 9                   | 21                  |
| Олалья Эрнандес          | Аманда                         |                     |                     | 6                   | 8                   | 6                   | 20                  |
| Карлос Суарес            | Мигель Фернандес               |                     |                     | 7                   | 7                   | 6                   | 20                  |
| Мари Кармен Санчес       | Пакита                         |                     |                     | 7                   | 7                   | 3                   | 17                  |
| Аджай Джетхи             | Шакир                          |                     |                     |                     | 3                   | 5                   | 8                   |
| Рамон Агирре             | Бенхамин Мартинес / «Логроньо» |                     |                     |                     | 2                   | 10                  | 12                  |
| Патрик Криадо            | Рафаэль                        |                     |                     |                     |                     | 6                   | 6                   |
| Хосе Мануэль Седа        | Сагаста                        |                     |                     |                     |                     | 9                   | 9                   |
| Дженнифер Миранда        | Артече                         |                     |                     |                     |                     | 9                   | 9                   |
| Альберто Амарилья        | Рамиро                         |                     |                     |                     |                     | 8                   | 8                   |
| Всего серий              | Всего серий                    | 13                  | 9                   | 8                   | 8                   | 10                  | 48                  |

## Обзор сезонов
Изначально первые два сезона (некоторые источники называют их «частями») сериала состояли в сумме из 15 серий и в среднем имели продолжительность 70 минут. Чтобы удовлетворить западную, в особенности американскую, аудиторию и ее привычку к просмотру в основном часовых серий, Netflix сократил их продолжительность в среднем до 45 минут, вследствие чего их количество было увеличено для первого сезона с 9 до 13 серий, а для второго — с 6 серий до 9.
| Сезон | Сезон | Серий | Серий          | Оригинальная дата выхода | Оригинальная дата выхода | Сеть     |
| Сезон | Сезон | Серий | Серий          | Премьера сезона          | Финал сезона             | Сеть     |
| ----- | ----- | ----- | -------------- | ------------------------ | ------------------------ | -------- |
|       | 1     | 13    | 13             | 2 мая 2017               | 27 июня 2017             | Antena 3 |
|       | 2     | 9     | 9              | 16 октября 2017          | 23 ноября 2017           | Antena 3 |
|       | 3     | 8     | 8              | 19 июля 2019             | 19 июля 2019             | Netflix  |
|       | 4     | 8     | 8              | 3 апреля 2020            | 3 апреля 2020            | Netflix  |
|       | 5     | 10    | 5              | 3 сентября 2021          | 3 сентября 2021          | Netflix  |
| 5     | 5     | 10    | 3 декабря 2021 | 3 декабря 2021           |                          | Netflix  |

## Список серий

### Сезон 1 (2017)
| № в сериале | № в сезоне | Название                                                     | Режиссёр            | Автор сценария                                                                                                 | Дата премьеры | Зрители Испании (млн) |
| --- | ---------- | ------------------------------------------------------------ | ------------------- | --- | ------------- | --------------------- |
| 1 | 1          | «Согласованные действия» «Efectuar lo acordado»              | Хесус Кольменар     | Алекс Пина и Эстер Мартинес Лобато                                                                             | 2 мая 2017    | 4,09                  |
| После неудавшегося ограбления банка девушкой по имени Токио некий Профессор спасает её от задержания полицией и предлагает ограбление радикальных масштабов. После краткого описания планируемого ограбления Профессор искусно руководит группой грабителей: Токио, Рио, Берлином, Найроби, Денвером, Москвой, Осло и Хельсинки, с целью вторгнуться в Королевский монетный двор Испании в красных комбинезонах и масках Сальвадора Дали и захватить 67 заложников, что является частью их плана напечатать 2,4 миллиарда евро и сбежать с ними. Дело поручено полицейскому следователю Ракель Мурильо, но она не знает, что вдохновитель ограбления находится ближе, чем она могла себе представить. |            |                                                              |                     | |               |                       |
| 2 | 2          | «Смертельное безрассудство» «Imprudencias letales»           | Мигель Анхель Вивас | Алекс Пина, Эстер Мартинес Лобато, Хавьер Гомес Сантандер, Пабло Роа, Фернандо Санкристобаль и Давид Баррокаль | 9 мая 2017    | 3,04                  |
| Грабители начинают печатать деньги. В это же время Артуро Роман, один из заложников, начинает строить планы побега, в чём ему помогают его секретарь и любовница Моника Гастамбиде, беременная его ребенком. Поймав Монику со спрятанным мобильным телефоном, Берлин приказывает Денверу убить её. Тем временем Рио совершает ошибку, которая приводит к тому, что личности Токио и его самого становятся известны полиции. |            |                                                              |                     | |               |                       |
| 3 | 3          | «Ошибка при стрельбе» «Errar al disparar»                    | Алекс Родриго       | Алекс Пина, Эстер Мартинес Лобато и Давид Баррокаль                                                            | 16 мая 2017   | 2,64                  |
| Полагая, что Денвер казнил Монику по приказу Берлина, Москва, отец Денвера, в опустошении предпринимает попытку сдаться, но сын отговаривает его. Тем временем отношения Ракель с её новым другом Сальвой становятся всё более близкими, ведь она не знает, что это псевдоним, взятый Профессором. |            |                                                              |                     | |               |                       |
| 4 | 4          | «Троянский конь» «Caballo de Troya»                          | Алехандро Бассано   | Алекс Пина, Эстер Мартинес Лобато, Хавьер Гомес Сантандер, Пабло Роа, Фернандо Санкристобаль и Давид Баррокаль | 23 мая 2017   | 2,65                  |
| Ракель посылает своего коллегу Анхеля Рубио в Монетный Двор под прикрытием с медицинской бригадой, которой разрешили лечить Артуро, раненного полицией по ошибке. Однако Профессор предугадывает её действия и вставляет жучок в очки Анхеля. |            |                                                              |                     | |               |                       |
| 5 | 5          | «День сурка» «El día de la marmota»                          | Хесус Кольменар     | Алекс Пина, Эстер Мартинес Лобато, Хавьер Гомес Сантандер, Пабло Роа, Фернандо Санкристобаль и Давид Баррокаль | 30 мая 2017   | 2,36                  |
| Профессор пытается опередить полицию, чтобы избавиться от важной улики, которая может поставить под угрозу его планы, — их отпечатков пальцев в машине на свалке, которую Хельсинки забыл уничтожить. Тем временем Денвер лечит Монику в секретном месте после того, как он выстрелил ей в ногу, чтобы инсценировать её казнь, и в конечном итоге их отношения становятся ближе. |            |                                                              |                     | |               |                       |
| 6 | 6          | «Горячая холодная война» «La cálida Guerra Fría»             | Мигель Анхель Вивас | Алекс Пина, Эстер Мартинес Лобато, Хавьер Гомес Сантандер, Фернандо Санкристобаль                              | 6 июня 2017   | 2,47                  |
| Выбегающего со свалки Профессора замечает другой мужчина. Профессор угрожает убить семью этого человека, если его фоторобот будет похож на него. Берлин обнаруживает, что Денвер не убил Монику, как было приказано, и, полагая, что его личность была раскрыта из-за него, близок к тому, чтобы казнить его за неповиновение. |            |                                                              |                     | |               |                       |
| 7 | 7          | «Холодная нестабильность» «Refrigerada inestabilidad»        | Алекс Родриго       | Алекс Пина, Эстер Мартинес Лобато, Пабло Роа и Эстер Моралес                                                   | 13 июня 2017  | 2,42                  |
| Грабители разрабатывают план использования заложников, чтобы задержать полицию и выиграть больше времени, но Ракель раскрывает тайну, которую Берлин скрывает от других — ему осталось жить всего несколько месяцев из-за смертельной болезни. Она также пытается убедить Рио сдаться. |            |                                                              |                     | |               |                       |
| 8 | 8          | «Вы искали его» «Tú lo has buscado»                          | Алехандро Бассано   | Алекс Пина, Эстер Мартинес Лобато, Хавьер Гомес Сантандер, Пабло Роа и Фернандо Санкристобаль                  | 20 июня 2017  | 2,07                  |
| Ракель теряет доверие к Анхелю, который не подозревает о жучке, вставленном грабителями в его очки. Артуро готовит ещё один план побега, но приходит в отчаяние, узнав о романе Моники и Денвера. Анхель, которого сняли с дела, попадает в автомобильную аварию, находясь в состоянии алкогольного опьянения, после чего он находится в коме. Ему удалось установить личность Профессора по отпечаткам пальцев, снятым с ложки, найденной на фабрике сидра, которая служила прикрытием для его убежища. |            |                                                              |                     | |               |                       |
| 9 | 9          | «Если пытаться, всё получится» «El que la sigue la consigue» | Алехандро Бассано   | Алекс Пина, Эстер Мартинес Лобато, Хавьер Гомес Сантандер, Пабло Роа, Фернандо Санкристобаль и Эстер Моралес   | 27 июня 2017  | 2,19                  |
| Благодаря плану Артуро 16 заложникам удаётся бежать, серьёзно ранив при этом Осло. Перед аварией Анхель оставил на домашнем телефоне Ракель голосовое сообщение, в котором объяснял, что за ограблением стоит Сальва. Мать Ракель, страдающая болезнью Альцгеймера, слушает сообщение Анхеля, записывает его и пытается дозвониться до Ракель. Когда Ракель не отвечает, она зовёт Сальву, чтобы он передал ей сообщение. Профессор считает, что у него нет другого выбора, кроме как убить мать Ракель. Он идёт к ней домой и подсыпает яд в кофе, но не выдерживает и выбивает чашку из её рук. Когда она думает, что сама выронила чашку из рук, он понимает, что у нее болезнь Альцгеймера, и просто удаляет сообщение и забирает её записку. Позже Ракель привозит Сальву в Толедо и находит виллу грабителей, где они планировали ограбление. |            |                                                              |                     | |               |                       |

### Сезон 2 (2017)
| № в сериале | № в сезоне | Название                                       | Режиссёр                        | Автор сценария | Дата премьеры   | Зрители Испании (млн) |
| --- | ---------- | ---------------------------------------------- | ------------------------------- | --- | --------------- | --------------------- |
| 10 | 1          | «Маски закончились» «Se acabaron las máscaras» | Алекс Родриго                   | Алекс Пина, Эстер Мартинес Лобато, Хавьер Гомес Сантандер, Пабло Роа, Фернандо Санкристобаль и Эстер Моралес                  | 16 октября 2017 | 1,99                  |
| На найденную виллу прибывает группа полицейских, которые обнаруживают «улики», подброшенные профессором ранее. Бывшего мужа Ракель Альберто вызывают, чтобы возглавить судебно-медицинскую экспертизу. Он находит сожжённые улики против Профессора в дымоходе. Сальва возвращается в Мадрид с Альберто и провоцирует его на драку, после чего нокаутирует его и уничтожает улики. Когда Альберто просыпается, он арестовывает Профессора и сажает его в тюрьму. Воспользовавшись туалетом в полицейском участке, Профессор наносит себе увечья, чтобы всё выглядело так, будто Альберто был агрессором. Он звонит Ракель, и та помогает ему выйти на свободу. Тем временем грабители начинают терять надежду после многих часов без вестей от Профессора, и Токио устраивает бунт. |            |                                                |                                 | |                 |                       |
| 11 | 2          | «Руководитель плана» «La cabeza del plan»      | Алехандро Бассано               | Алекс Пина, Эстер Мартинес Лобато, Хавьер Гомес Сантандер, Пабло Роа, Фернандо Санкристобаль, Эстер Моралес и Давид Баррокаль | 23 октября 2017 | 1,73                  |
| Берлин мстит Токио за её мятеж, во время которого она играла с ним в русскую рулетку. Он привязывает её к столу и выкатывает через парадную дверь прямо в руки полиции. Рио хочет отомстить. Токио симулирует травму, чтобы выиграть время, следуя правилу, придуманному Профессором на случай, если кого-либо из грабителей поймают. Во время допроса она сталкивается лицом к лицу с Ракель, которая хочет получить ответ на животрепещущий вопрос: «Кто такой Профессор?» |            |                                                |                                 | |                 |                       |
| 12 | 3          | «Вопрос эффективности» «Cuestión de eficacia»  | Хавьер Кинтас                   | Алекс Пина, Эстер Мартинес Лобато, Хавьер Гомес Сантандер, Пабло Роа, Фернандо Санкристобаль, Эстер Моралес и Давид Баррокаль | 2 ноября 2017   | 1,57                  |
| После обещания Профессора, что он освободит Токио, Рио возвращается в строй и помогает банде остановить очередной план побега Артуро. Тем временем Ракель устраивает Профессору ловушку, солгав, что Анхель вышел из комы, в надежде заманить его в больницу, чтобы тот убил Анхеля прежде, чем он сможет рассказать полиции о Профессоре. Профессор, скептически восприняв эту новость, устраивает фальшивый кастинг для клоунов в больнице и одевается как один из них, смешиваясь с толпой, и подтверждает свою догадку о том, что Ракель солгала. Позже, когда Сальва встречается с Ракель в кафе, она замечает оранжевые волосы от клоунского парика на его пиджаке. Наконец она понимает, что Сальва — это и есть Профессор. |            |                                                |                                 | |                 |                       |
| 13 | 4          | «Что мы наделали?» «¿Qué hemos hecho?»         | Хесус Кольменар и Алекс Родриго | Алекс Пина, Эстер Мартинес Лобато, Хавьер Гомес Сантандер, Пабло Роа, Фернандо Санкристобаль и Давид Баррокаль                | 9 ноября 2017   | 1,53                  |
| Ракель задерживает Профессора и допрашивает его на вилле в Толедо. Профессор признаётся, что влюбился в неё, после чего она проверяет его на полиграфе. Тем временем Артуро наказывают за неоднократные попытки побега. Москва открывает Денверу тайну: Москва бросил свою жену и мать Денвера, когда тот был маленьким, потому что она была наркоманкой. Денвер возмущён и говорит, что вычеркнет отца из своей жизни. Пока Токио везут в тюрьму, её освобождают наёмники, присланные Профессором. Она едет на мотоцикле прямо в Монетный Двор, пытаясь снова не попасться, и едва избегает пуль, когда Москва открывает двери. |            |                                                |                                 | |                 |                       |
| 14 | 5          | «Испытание на время» «A contrarreloj»          | Алехандро Бассано               | Алекс Пина, Эстер Мартинес Лобато, Хавьер Гомес Сантандер, Пабло Роа, Фернандо Санкристобаль и Давид Баррокаль                | 16 ноября 2017  | 1,48                  |
| Москва тяжело ранен во время перестрелки с полицией, и та отказывается посылать помощь. Вскоре он умирает. Грабители спешат закончить туннель для побега. Ракель выводит Профессора из виллы под дулом пистолета, но будучи на эмоциях не способна помешать ему сбежать. Полковник Прието, Суарес и Альберто противостоят Ракель и отстраняют её от дела после того, как они идентифицируют Профессора как Сальву (Серхио), с которым, по их мнению, Ракель сотрудничает. После того как у неё забрали пистолет и значок, Ракель крадёт значок Анхеля и начинает собственное расследование, просматривая записи с камер наблюдения ресторанов и магазинов, чтобы определить маршрут, по которому Профессор шёл из своего убежища на встречу с ней в кафе. Когда она уходит, Анхель просыпается. |            |                                                |                                 | |                 |                       |
| 15 | 6          | «Прощай, красавица» «Bella ciao»               | Хесус Кольменар и Алекс Родриго | Алекс Пина, Эстер Мартинес Лобато, Хавьер Гомес Сантандер, Пабло Роа, Фернандо Санкристобаль, Эстер Моралес и Давид Баррокаль | 23 ноября 2017  | 1,8                   |
| Полиция во главе с Суаресом начинает атаку на Монетный Двор, чтобы освободить заложников и поймать грабителей. Те в свою очередь спешат скрыться с напечатанными ими 984 миллионами евро, что составляет менее половины от запланированной суммы. Ракель находит убежище Профессора, но тот ловит её и связывает. Ракель и Профессор целуются, и он отпускает её. Ракель навещает Анхеля в больнице, где её арестовывает полиция. Представ перед моральном дилеммой, она сначала отказывается разглашать тайное укрытие Профессора, но когда полковник Прието угрожает ей несколькими обвинениями, из-за которых её могут лишить родительских прав, она называет адрес убежища. В то время как полиция мчится к убежищу, тактическому отряду внутри Монетного Двора противостоит Берлин, который остался, чтобы дать остальным время сбежать, отбиваясь до тех пор, пока его не застрелят. Остальным грабителям вместе с Моникой удаётся выбраться из убежища Профессора за несколько минут до прибытия полиции. Год спустя Ракель ушла из полиции, а местонахождение грабителей до сих пор неизвестно. Когда Ракель замечает координаты на открытке, которую ей ранее дал Профессор, она находит его на острове Палаван (Филиппины). |            |                                                |                                 | |                 |                       |

### Сезон 3 (2019)
| № в сериале | № в сезоне | Название                                                    | Режиссёр        | Автор сценария                                                                                                | Дата премьеры |
| --- | ---------- | ----------------------------------------------------------- | --------------- | --- | ------------- |
| 16 | 1          | «Мы вернулись» «Hemos vuelto»                               | Хесус Кольменар | Алекс Пина и Хавьер Гомес Сантандер                                                                           | 19 июля 2019  |
| Спустя более двух лет после ограбления Артуро выступает перед толпой зрителей, осуждая беглых членов банды, которые держали его и других заложников в Монетном Дворе, и называя их «террористами». Тем временем Токио и Рио переехали в Гуна-Яла (Панама), Найроби и Хельсинки в Ла-Пампа (Аргентина), а Денвер, Моника и её ребёнок на остров Ява (Индонезия). Желая сменить обстановку, Токио покидает Рио и отправляется в город. Перед уходом Рио даёт ей один из двух телефонов для связи, которые он купил на чёрном рынке в Касабланке у ливийца, утверждающего, что они не зарегистрированы. Три дня спустя они используют телефоны, и их сигнал немедленно обнаруживает Европол. Панамская полиция ловит и арестовывает Рио, но Токио удаётся сбежать. Она звонит Профессору по защищённой линии и отправляется на встречу с ним в Таиланд. Тем временем Рио пытают. Профессор вместе с Ракель собирает банду, чтобы спасти Рио. Профессор вербует в команду трёх новых членов, Боготу, Палермо и Марсель, после чего собирает всех в итальянском монастыре, чтобы спланировать нападение на Банк Испании. |            |                                                             |                 | |               |
| 17 | 2          | «Айкидо» «Aikido»                                           | Хесус Кольменар | Алекс Пина, Хавьер Гомес Сантандер, Хуан Сальвадор Лопес, Луис Мойя, Альберто Укар и Давид Баррокаль          | 19 июля 2019  |
| Профессор начинает план ограбления Банка Испании с помощью дирижаблей, которые разбрасывают деньги над Мадридом. Правительство в ответ на это мобилизируют армию, которую грабители используют для обеспечения прикрытия и проникновения в банк. В воспоминаниях профессор просит о помощи Мартина, опытного вора и бывшего сподвижника, чтобы заменить Берлина (Андреса). Профессор и Мартин (теперь под кодовым именем «Палермо») объясняют, что стратегия этого ограбления основана на айкидо, боевом искусстве, которое использует силу противника для создания преимущества. Когда грабители проникают в Банк, общественное мнение встаёт на их сторону в форме массовых правительственных протестов и беспорядков по поводу незаконного заключения Рио, требуя, чтобы он предстал перед общественным судом. |            |                                                             |                 | |               |
| 18 | 3          | «48 метров под землёй» «48 metros bajo el suelo»            | Хесус Кольменар | Алекс Пина, Хавьер Гомес Сантандер, Хуан Сальвадор Лопес и Луис Мойя                                          | 19 июля 2019  |
| Во время захвата Банка грабители вступают в серию интенсивных конфликтов с охранниками и правительственными чиновниками. Палермо, назначенный главным, временно ослеп в результате перестрелки, но сохраняет командование после того, как Найроби удаляет осколки стекла из его глаз, а охранников удаётся задержать. Грабители находят сообщников среди заложников, которые ранее были засланы в Банк, и приступают к работе по вскрытию хранилища, которое оборудовано так, чтобы после взлома его затопило водой. Богота использует свой опыт в дайвинге и сварке, чтобы преодолеть препятствие, предоставляя доступ к золоту. В воспоминаниях Андрес и Мартин рассказывают о плане взлома хранилища, объясняя, что каждый шаг плана требует 100-процентной приверженности и совершенства, чтобы безошибочно сработать. |            |                                                             |                 | |               |
| 19 | 4          | «Время дельфина» «La hora del delfín»                       | Кольдо Серра    | Хавьер Гомес Сантандер, Алекс Пина, Хуан Сальвадор Лопес, Луис Мойя и Эстер Мартинес Лобато                   | 19 июля 2019  |
| Команда начинает следующую фазу ограбления, тогда как Профессор обращается к новым правительственным чиновникам из разведывательного управления. Полковник Тамайо и Алисия Сьерра оказываются грозными противниками, поскольку они быстро понимают, что должны серьёзно изменить свою стратегию после первого ограбления. Сьерра пытает Рио для получения дополнительной информации, а Тамайо планирует штурм банка вместе с главой спецназа Суаресом. Грабители планируют ворваться во второе, тайное хранилище, расположенное за хранилищем золотом, и шантажируют управляющего банком открыть его для них (он единственный, кто имеет доступ к хранилищу). Когда управляющий отказывается, Денвер в ярости бьёт его, и тот получает сердечный приступ. Грабителям приходится в спешке проводить реанимацию потерявшего сознания управляющего. |            |                                                             |                 | |               |
| 20 | 5          | «Бум, бум, чао» «Bum, bum, ciao»                            | Кольдо Серра    | Хавьер Гомес Сантандер, Алекс Пина, Хуан Сальвадор Лопес и Луис Мойя                                          | 19 июля 2019  |
| Не имея другого выбора, грабители минируют и взрывают дверь в секретное хранилище, расположенную внутри затопленной главной камеры с золотом. В секретном хранилище находятся «красные ящики», в которых лежат сверхсекретные правительственные документы. Полковник Тамайо отдаёт приказ начать штурм банка, застав грабителей и Профессора врасплох. Чтобы потянуть время и предотвратить кровопролитие, Денвер выбегает на линию огня с флагом перемирия и несёт два красных ящика. Тамайо понимает, что грабители получили доступ к сверхсекретной информации, хранившейся в банке, и приказывает отменит штурм. Он рассказывает Алисии Сьерра о том, что опасается, что Профессор может шантажировать их разглашением государственных секретов, если они предпримут ещё одну попытку штурм. Тем не менее, Сьерра воздействует на Профессора и Ракель при помощь шантажа и психологических уловок, угрожая отправить мать Ракель в тюрьму, а дочь — в приют в Джакарту как родственников террористов. Тем временем, среди грабителей нарастают трения из конфликта между Найроби и Палермо по поводу правомерности применения физической силы к неподчиняющимся задержанным охранникам. Выясняется, что Палермо — гей, и что у него был неудачный роман с Берлином, после которого он завёл роман с Хельсинки. Найроби признаётся в любви к Хельсинки и осуждает Палермо за то, что тот не решился рассказать о своих чувствах Берлину, пока тот был жив.                                                                                              |            |                                                             |                 | |               |
| 21 | 6          | «Всё казалось незначительным» «Todo pareció insignificante» | Алекс Родриго   | Хавьер Гомес Сантандер, Алекс Пина, Хуан Сальвадор Лопес, Луис Мойя и Ана Бойеро                              | 19 июля 2019  |
| В воспоминаниях Профессор обсуждает планы банка с Мартином, Андресом и будущей женой Андреса, Татьяной. Он встревожен тем, как много она знает. Андрес защищает её, утверждая, что он влюблен, но Профессор категорически не согласен, настаивая, что первое правило ограбления должно заключаться в отказе от личных привязанностей. В настоящем времени Сьерра планирует лишить Профессора рычагов для шантажа, распространяя ложную информацию в средствах массовой информации. Тамайо соглашается и организует второй штурм во главе с Суаресом. Профессор и Лиссабон ссорятся и теряют связь с командой внутри банка, как только узнают об этом. Полагаясь на мобильный транспорт и радиовещание, они застревают, когда дерево ломает их антенну, а колеса их фургона тонут в грязи. Они едва избегают обнаружения благодаря помощи нескольких местных фермеров. Затем им удаётся сообщить команде о штурме за 10 минут до его начала. Грабители захватывают, раздевают и унижают ворвавшуюся группу полицейских, заставляя их петь «Bella ciao» на видео. Не имея иного выбора, Тамайо и Сьерра соглашаются освободить Рио в обмен на группу захвата и 40 заложников. |            |                                                             |                 | |               |
| 22 | 7          | «Небольшой отдых» «Pequeñas vacaciones»                     | Алекс Родриго   | Хавьер Гомес Сантандер, Алекс Пина, Альмудена Рамирес-Пантанейя, Ана Бойеро, Хуан Сальвадор Лопес и Луис Мойя | 19 июля 2019  |
| Сьерра готовит Рио к освобождению в военном госпитале. Во время обмена Рио потрясён огромной толпой, собравшейся в поддержку грабителей и одетой в красные комбинезоны и маски Дали. Обмен проходит гладко, и он присоединяется к грабителям. Во время воссоединения полиция и правительственная разведывательная группа прослушивают их разговоры, установив подслушивающее устройство в тело Рио, прежде чем отпустить его. В воспоминаниях Профессор инструктирует команду, готовя их к обнаружению и удалению этих устройств хирургическим путем из Рио, если это будет необходимо. После разговора с Рио Профессор говорит, что он заслуживает «небольшой отпуск», кодовую фразу, которая подтверждает, что его прослушивают. Он говорит Токио вести себя как обычно, несмотря на жучок, так как надеется использовать их сексуальную близость, чтобы убедить полицию в том, что подслушивающее устройство работает. Наедине Рио говорит Токио, что им нужно расстаться, полагая, что ей будет лучше с кем-то другим. Найроби хирургическим путём извлекает подслушивающее устройство. Полиции удаётся обнаружить Профессора и Лиссабон с помощью беспилотника, заставляя их разделиться и удариться в бега; Профессор прячется на дереве, а Лиссабон не смогла туда забраться и спряталась в сарае. |            |                                                             |                 | |               |
| 23 | 8          | «Дрейф» «La deriva»                                         | Хесус Кольменар | Хавьер Гомес Сантандер, Алекс Пина, Альмудена Рамирес-Пантанейя, Эмилио Диас и Луис Мойя                      | 19 июля 2019  |
| Токио находится в состоянии сильного алкогольного опьянения после расставания с Рио. В лесу начинается массовые поиски Профессора и Ракель. Ракель находят фермеры в своём сарае, из-за чего начинается так называемое Мексиканское противостояние. Грабители создают отвлекающий манёвр, чтобы заставить полицию думать, что они убегают, отвлекая их ресурсы от розыска. Тем временем Сьерра использует сына Найроби, которую лишили родительских прав из-за использования его в качестве наркокурьера, чтобы психологически дестабилизировать Найроби, в то время как полиция готовит полномасштабное нападение на банк с использованием бронированного автомобиля. Сьерра выводит сына Найроби, Акселя, на площадь перед банком, заманивая Найроби к окну. Сьерра даёт зелёный свет полицейскому снайперу, и Найроби получает пулю в грудь. Когда грабители спешат на помощь истекающей кровью Найроби, полиция начинает штурм. В лесу Суарес и Гражданская гвардия находят Ракель и выводят фермеров из амбара. Профессор слышит выстрелы в наушнике, думает, что её казнили, и приходит в отчаяние. Палермо связывается с Профессором, чтобы сообщить ему о предстоящем нападении, и Профессор объявляет DEFCON 2. Токио и Рио уничтожают приближающийся броневик с помощью РПГ-7. Впоследствии выясняется, что Ракель жива и находится под стражей, причём Токио говорит Профессору, что он попался в свою собственную ловушку, так как возможно Сьерра приказала Суаресу инсценировать казнь. После чего Профессор заявляет, что «война началась». |            |                                                             |                 | |               |

### Сезон 4 (2020)
| № в сериале | № в сезоне | Название                              | Режиссёр                     | Автор сценария                                            | Дата премьеры |
| --- | ---------- | ------------------------------------- | ---------------------------- | --------------------------------------------------------- | ------------- |
| 24 | 1          | «Игра окончена» «Game Over»           | Кольдо Серра                 | Эстер Моралес, Ана Бойеро и Хуан Сальвадор Лопес          | 3 апреля 2020 |
| Банда спешит спасти жизнь Найроби, но, учитывая риск, связанный с операцией, которую они должны сделать ей, она умоляет сдать её полиции, чтобы она могла получить профессиональную медицинскую помощь. Тем временем Профессору, сначала обезумевшему от мысли, что Лиссабон была казнена, удаётся сбежать из леса после того, как Марсель заманивает полицию с помощью трекера, который, как они полагают, является Профессором, спасающимся бегством. После того как между членами банды разгорается спор о решении провести операцию Найроби, Токио совершает переворот и руководит операцией с видеопомощью хирурга из Пакистана. Профессор заключает перемирие с Тамайо на 48 часов, чтобы оценить происходящее с Найроби. В воспоминаниях Найроби говорит Токио, что она просит Профессора быть лидером ограбления, но Профессор настаивает на том, что, поскольку Палермо придумал идею ограбления, он должен быть главным. |            |                                       |                              |                                                           |               |
| 25 | 2          | «Свадьба Берлина» «La boda de Berlín» | Хавьер Кинтас                | Ана Бойеро, Хуан Сальвадор Лопес, Эмилио Диас и Луис Мойя | 3 апреля 2020 |
| Токио провела успешную операцию Найроби, вытащив пулю и вырезав часть её легкого. После того как Токио взяла на себя руководство, эгоцентричный Палермо собирается выйти из банка, в результате чего члены банды привязывают его к креслу. Тем временем Лиссабон доставляют в полицейскую палатку возле банка, где её допрашивает Сьерра. Токио звонит Профессору, который в ярости от её переворота, однако Токио помогает ему осознать, что полиция инсценировала казнь Лиссабон и что её допрашивают внутри полицейской палатки. В воспоминаниях Марсель, Богота и Профессор празднуют свадьбу Берлина и Татьяны, но Профессор выражает Берлину беспокойство по поводу женитьбы, поскольку тот неизлечимо болен. В настоящем времени Профессор и Марсель врываются в квартиру ассистента Тамайо, Антоньанзаса, но он выпрыгивает из окна в бассейн, находящийся возле дома. Сьерра говорит Лиссабон, что если она будет сотрудничать, то её вероятный 30-летний приговор может быть сокращён до 10 лет, и что она выйдет из тюрьмы через пять лет. |            |                                       |                              |                                                           |               |
| 26 | 3          | «Урок анатомии» «Lección de anatomía» | Алекс Родриго                | Ана Бойеро и Хуан Сальвадор Лопес                         | 3 апреля 2020 |
| Профессор и Марсель помогают Антоньанзасу выбраться из бассейна и уговаривают его помогать им, предлагая ему 1 миллион евро. Они разместили в его квартире фальшивые бомбы в качестве алиби, если полиция обнаружит, что он работает на Профессора. Антоньанзас признаётся, что Лиссабон держат в палатке; Профессор даёт ему свои часы, чтобы Лиссабон поняла, что Профессор знает, что она жива. Бывший муж Ракель, Альберто, осматривает машину скорой помощи, которую Профессор и Лиссабон использовали для перемещения и связи с командой, и находит телефонную сим-карту, которую Лиссабон пыталась уничтожить. Хотя она и обгорела, её можно проанализировать, и полиция находит единственный звонок, который был сделан в Минданао (Филиппины), где находятся мать и дочь Лиссабон. Сьерра говорит Лиссабон, что они знают, где живут её родственники, и позволяет Лиссабон позвонить им, чтобы они могли уехать до прибытия полиции. Когда Лиссабон собирается звонить, она замечает, что на руке у Антоньанзаса часы Профессора, и останавливается. В воспоминаниях Профессор ставит под сомнение способность Палермо быть командным игроком и беспокоится о том, что у него больше любви к плану и командованию, чем к команде. В настоящем времени Палермо создаёт хаос, чтобы вернуть себе командование, вступив в сговор с Гандией, задержанным начальником Службы безопасности Банка Испании. Палермо говорит ему, что нужно вывихнуть большой палец, чтобы освободиться от наручников. Рио, охраняющий заложников, эмоционально неспособен остановить побег Гандии. Тем временем Найроби приходит в сознание. |            |                                       |                              |                                                           |               |
| 27 | 4          | «Пасодобль» «Suspiros de España»      | Хесус Кольменар              | Эмилио Диас и Луис Мойя                                   | 3 апреля 2020 |
| Банда пытается найти Гандию. Гандия обнаруживает Найроби и пытается задушить её подушкой, но ей удаётся ударить его в шею иглой; он убегает за секунду до того, как её товарищи забегают в комнату. Позже Гандия едва не убивает Хельсинки, повесив его в библиотеке. Богота и Токио спасают Хельсинки. Прежде чем отступить в секретный бункер, Гандия перерезает телекоммуникационные шнуры, которые делают камеры профессора в банке неработоспособными. В бункере есть оружие и коммуникационный центр, который Гандия использует для связи с Тамайо. Тамайо говорит ему, что они заключили перемирие с Профессором, но он хочет скоординировать нападение. Антоньанзас говорит Профессору, что Гандия связывается с полицией из бункера, и когда Профессор передаёт эту информацию Токио, Гандия бьёт её сзади по голове. |            |                                       |                              |                                                           |               |
| 28 | 5          | «5 минутами ранее» «5 minutos antes»  | Кольдо Серра и Алекс Родриго | Ана Бойеро, Хуан Сальвадор Лопес, Эмилио Диас и Луис Мойя | 3 апреля 2020 |
| В воспоминаниях Денвер и Москва спрашивают Профессора, может ли Хуан, крестник Москвы, присоединиться к ним в ограблении, но Профессор колеблется. В настоящем времени Гандия удерживает Токио в бункере и объявляет по внутренней связи банка, что у него в заложниках Токио, и что Палермо был тем, кто помог ему бежать. В воспоминаниях Берлин говорит Профессору, что десятки заложников могут рано или поздно поднять восстание, и что было бы разумно внедрить члена банды в ряды заложников, чтобы предотвратить потенциальный мятеж. Профессор, Москва и Денвер встречают Хуана, который стал транс-женщиной. В настоящем она изображает заложницу в банке, взяв кодовое имя «Манила». Палермо признаётся Профессору, что Гандия говорит правду; Профессор уверяет, что Палермо будет наказан позже, и приказывает группе развязать его. Грабители продолжают плавить золото в литейном цехе, расплавив к тому моменту 43,5 тонны. Находясь в грузовом лифте, Богота и Найроби целуются и упоминают, что должны пожениться после ограбления. Когда Рио и Денвер входят в лифт, Гандия бросает туда гранату, и двое спешат заглушить гранату своими бронежилетами и шлемами; им удаётся выжить. В результате перестрелки между Гандией и всеми членами банды, за исключением задержанной Токио и прикованной к инвалидному креслу Найроби, которая находится с оружием в ванной комнате, Гандия убегает через воздуховод. Воздуховод ведёт в комнату, где находится Найроби, и Гандия нападает на неё. |            |                                       |                              |                                                           |               |
| 29 | 6          | «ТКО» «KO técnico»                    | Хавьер Кинтас                | Эстер Мартинес Лобато, Эмилио Диас и Луис Мойя            | 3 апреля 2020 |
| Члены банды слышат выстрелы в комнате, где находится Найроби, и бросаются к ней. Гандия пробивает дыру в двери и просовывает в неё голову Найроби, привязывая её руки к двери. В воспоминаниях Найроби просит Профессора стать отцом её ребенка путем экстракорпорального оплодотворения, потому что она считает, что у Профессора хорошие гены. Поначалу противник этой идеи, Профессор соглашается. В настоящем времени, несмотря на то, что бункер отсутствует на чертежах банка, Профессор определяет, что расположение бункера находится в непосредственной близости от кабинета управляющего — за его ванной комнатой. Профессор говорит об этом Палермо. Тамайо и Суарес планируют нападение на банк. Тем временем профессор отправляет Марселя в Алжир, где полиция пытала Рио, чтобы собрать информацию. Гандия развязывает Найроби и использует её в качестве щита, чтобы убежать, в то время как группа держит его под прицелом. Убегая, он стреляет Найроби в голову, убивая её. Денвер бросает гранату, которая ранит Гандию. |            |                                       |                              |                                                           |               |
| 30 | 7          | «Удар по палатке» «Tumbar la carpa»   | Кольдо Серра                 | Эмилио Диас, Луис Мойя, Ана Бойеро и Хуан Сальвадор Лопес | 3 апреля 2020 |
| Раненый Гандия возвращается в бункер. Банда вскрывает проход, ведущий в бункер за ванной комнатой в кабинете управляющего. Тамайо звонит в центр связи Гандии, но Богота перерезает провода, прежде чем тот успевает ответить. Профессор заставляет людей расклеивать плакаты по всему Мадриду, на которых изображено лицо Рио с надписью «похоронен заживо», и по всей стране транслирует видео , на котором Рио рассказывает о его незаконном задержании и пытках. Тем временем Профессор привлекает Бенхамина, отца Манилы, и его команду к участию в плане освобождения Лиссабон. На пресс-конференции полковник Прието отрицает обвинения Рио, но Марсель заставляет человека, который принимал участие в пытках Рио в Алжире, подтвердить историю Рио, которая транслируется по всей стране через видео во время пресс-конференции. Это подрывает планы Тамайо, и он отменяет запланированное нападение на банк. Тамайо говорит Сьерре, что она должна взять вину на себя. Тем временем Гандия развязывает Токио, чтобы она вытащила осколки из его спины, но она сбивает его с ног, и группа освобождает её. Затем Профессор на всю страну транслирует видеозапись, на которой он разоблачает незаконное задержание Лиссабон в полицейской палатке у здания Банка. Министерство внутренних дел берёт на себя опеку над Лиссабон и выводит её из палатки. |            |                                       |                              |                                                           |               |
| 31 | 8          | «План Париж» «Plan París»             | Хесус Кольменар              | Ана Бойеро, Эмилио Диас, Луис Мойя и Хуан Сальвадор Лопес | 3 апреля 2020 |
| В воспоминаниях Берлин объясняется с Палермо по поводу его чувств к нему и раскрывает свои собственные чувства к Палермо. Они целуются, однако Берлин говорит, что они должны расстаться и отказаться от плана, потому что их любовь будет слишком мешать. В настоящем времени Сьерра сознаётся прессе в некоторых нанёсших ущерб действиях, в том числе в причастности к ним Тамайо. В заброшенном ресторане Бенхамин и Марсель строят туннель, ведущий к гаражу Верховного суда, где Лиссабон даёт показания. Когда Сьерру увольняют и против неё начинается судебный процесс, она сама начинает преследовать Профессора. Сьерра делает вывод, что Антоньанзас, должно быть, перешёл на его сторону. После того, как она узнаёт некоторую информацию от его жены, она получает запись с камеры наблюдения снаружи многоквартирного дома и наблюдает за тем, как Профессор помогает Антоньанзасу выбраться из бассейна, а также номерной знак его машины со стоянки. Бенхамин и его команда, переодетые в работников суда, захватывают охранников, когда Лиссабон выводят из здания суда через гараж. Они связывают их бомбами, приводят женщину, замаскированную под Лиссабон, и заставляют их следовать своим обычным маршрутом. Лиссабон убегает через туннель. Банда заставляет Гандию передать по радио Тамайо, что он находится под обстрелом и просит эвакуировать его с крыши. Профессор перехватывает просьбу Тамайо о вертолёте и отправляет свой собственный, приобретенный на чёрном рынке, пилотируемый Марселем, чтобы обманным путём доставить замаскированную под полицейского Лиссабон в банк. Когда Лиссабон спускается с вертолёта, члены банды на крыше создают впечатление, что Гандия (замаскированный Денвер) сражается. Лиссабон воссоединяется с бандой, и они скандируют «За Найроби!». В это время Сьерра находит убежище Профессора и направляет на него пистолет. |            |                                       |                              |                                                           |               |

### Сезон 5 (2021)
| № в сериале | № в сезоне | Название                                                                    | Режиссёр                        | Автор сценария | Дата премьеры   |         |
| Часть 1 | Часть 1    | Часть 1                                                                     | Часть 1                         | Часть 1 | Часть 1         | Часть 1 |
| --- | ---------- | --------------------------------------------------------------------------- | ------------------------------- | --- | --------------- | ------- |
| 32 | 1          | «Конец дороги» «El final del camino»                                        | Хесус Кольменар и Кольдо Серра  | Хуан Сальвадор Лопес, Хавьер Гомес Сантандер и Алекс Пина                                                                 | 3 сентября 2021 |         |
| Сьерра держит Профессора в плену, чтобы получить информацию о плане банды забрать золотой запас из банка; он признаёт свое поражение и отменяет план. Не зная о сложившемся положении, Тамайо просит помощи у военных, чтобы положить конец инциденту с заложниками. Преследуя Профессора, они совершают налёт на ферму Бенджамина, когда тот сообщает им о машине, которая помогла бежать Лиссабон; в свою очередь, за рулем этой машины находится сообщник другого фермера. В прошлом Берлин встречается со своим сыном Рафаэлем, экспертом по кибербезопасности, чтобы присоединить того к ограблению, и знакомит его с Татьяной, его тогдашней возлюбленной. |            |                                                                             |                                 | |                 |         |
| 33 | 2          | «Ты веришь в реинкарнацию?» «¿Crees en la reencarnación?»                   | Хесус Кольменар                 | Хуан Сальвадор Лопес, Хавьер Гомес Сантандер и Алекс Пина                                                                 | 3 сентября 2021 |         |
| Когда прибывает армия и некоторых заложников выводят на улицу, Лиссабон, Токио и Стокгольм выступают с заявлением о капитуляции банды. Тамайо приходит на переговоры, где Лиссабон говорит, что они отпустят Гандию, так как ему нужна медицинская помощь. Она также понимает, что участники переговоров не знают, что Сьерра нашла Профессора, поэтому они выигрывают время, возвращаясь в здание, чтобы вместе с заложниками "посоветоваться с профессором". Во время потасовки между Гандией, Токио и Боготой Артуро выхватывает несколько единиц оружия и убегает со своей группой, ранив в перестрелке Денвера. Он и Марио оказываются на погрузочной платформе, где спрятан арсенал банды. Стокгольм, возмущенная разговором Артуро по внутренней связи о Цинциннати, её сыне от Артуро, стреляет в него. Тем временем, Профессору, все ещё связанному, Сьерра вкалывает успокоительное и ловит Бенджамина и Марселя, которые тоже пришли в убежище. |            |                                                                             |                                 | |                 |         |
| 34 | 3          | «Добро пожаловать на величайшее таинство жизни» «El espectáculo de la vida» | Кольдо Серра                    | Хуанхо Рамирес Маскаро, Хуан Сальвадор Лопес, Хавьер Гомес Сантандер и Алекс Пина                                         | 3 сентября 2021 |         |
| Стокгольм сразу же сожалеет о том, что выстрелила в Артуро, и пытается привести его в чувство. Лиссабон передаёт Артуро медицинской бригаде вместе с другими заложниками, вставив микрофон в наручники, чтобы попытаться записать разговоры снаружи. Палермо разрабатывает для команды план финальной схватки, если спецназ проникнет в банк. Тамайо сообщает СМИ, что Сьерра — предательница, и она присоединилась к команде Профессора, в то время как она захватывает Марселя и Бенджамина, которые отправились на встречу с Профессором. Но позже она развязывает их, так как ей нужна их помощь, чтобы родить ребёнка. В прошлом Берлин пытается убедить своего сына присоединиться к нему в ограблениях, а Москва убеждает Бенджамина, отца Манилы, позволить ей присоединиться к команде Профессора. |            |                                                                             |                                 | |                 |         |
| 35 | 4          | «Твое место в раю» «Tu sitio en el cielo»                                   | Алекс Родриго и Хесус Кольменар | Хуанхо Рамирес Маскаро, Хуан Сальвадор Лопес, Хавьер Гомес Сантандер и Алекс Пина                                         | 3 сентября 2021 |         |
| Профессор возобновляет связь со своей командой, в то время как Сагаста, командир спецназа, входит в банк со своей подобранной командой, включая Гандию. Профессор шантажирует Тамайо, чтобы тот прекратил посылать войска внутрь банка, после того как докажет, что у него есть аудиозапись его грязной интриги, стоившей Сьерре работы, которая была записана Лиссабон, когда она освобождала заложников. Команда Профессора попадает в ловушку, а Хельсинки получает ранение во время перестрелки с командой Сагасты. В прошлом Токио обсуждает с Найроби вопросы загробной жизни, а Берлин учит своего сына, как спланировать идеальное ограбление. |            |                                                                             |                                 | |                 |         |
| 36 | 5          | «Тебя ждет много жизней» «Vivir muchas vidas»                               | Хесус Кольменар и Кольдо Серра  | Хуанхо Рамирес Маскаро, Хуан Сальвадор Лопес, Давид Баррокаль, Эстер Мартинес Лобато, Хавьер Гомес Сантандер и Алекс Пина | 3 сентября 2021 |         |
| В сценах из прошлого показано, как Профессор завербовал Токио, после того как её парень погиб во время ограбления банка, а позже у неё появились чувства к Рио. В банке снайперы помогают команде Сагасты, стреляя в Токио, в то время как её напарники пытаются найти способ напасть на команду Сагасты. Несмотря на галлюцинации после выстрела в Артуро, Стокгольм оказывает медицинскую помощь Хельсинки и предлагает Денверу воспользоваться служебным лифтом, чтобы избежать нападения команды Сагасты. Денвер и Рио разрабатывают планы по спасению Токио, но к тому времени уже было слишком поздно. Команда Сагасты приближается к Токио, которая предпочитает умереть, чем бежать в попытке спастись, продолжает стрелять в команду Сагасты и, наконец, вырывает чеку со своих гранат, чтобы взорвать себя вместе с Сагастой и его командой. |            |                                                                             |                                 | |                 |         |
| Часть 2 |            |                                                                             |                                 | |                 |         |
| 37 | 6          | «Предохранительный клапан» «Válvulas de escape»                             | Неизвестно                      | Неизвестно | 3 декабря 2021  |         |
| Профессор пытается справиться с потрясением после произошедшего в банке. Этим пользуется Сьерра – она забирает ребенка и скрывается. Профессор берет себя в руки и вместе с Марселем пускается в погоню. Тамайо ликует – им удалось устранить одного из участников банды. Однако цена победы оказалась высока – погибли практически все бойцы, задействованные в операции, еще один серьезно ранен. Полковник требует от майора Сагасты отступать, однако тот не подчиняется и говорит, что доведет дело до конца. В сценах из прошлого показывается самое сюрреалистическое ограбление Берлина – он похищает мощный насос с нефтяной платформы в открытом море. Тогда же он встретил Баготу, который работал на платформе подводным сварщиком, правда, их знакомство началось с небольшой потасовки. Палермо идет на переговоры с Сагастой: майор просит впустить в банк медиков, чтобы помочь раненному солдату. Взамен он предлагает себя в качестве заложника. Грабители идут на соглашение, но прооперирован должен быть и Хельсинки – он уже совсем плох. Тем временем Профессор находит Сьерру на заброшенной ферме, наводит на нее пистолет, но случается осечка – в результате он снова связан и посажен в багажник автомобиля. Сьерра пробирается в дом Тамайо и берет в заложники его жену. Требует опровергнуть порочащие ее репутацию сведения. Полковник говорит, что скоро здесь будет вся полиция Мадрида. Профессору удалось выбраться из плена и теперь только он может помочь Сьерре. |            |                                                                             |                                 | |                 |         |
| 38 | 7          | «Необоснованный оптимизм» «Ciencia ilusionada»                              | Неизвестно                      | Неизвестно | 3 декабря 2021  |         |
| Профессору и Сьерре удается выбраться, но по всему району, где располагается дом Тамайо, объявлен план «Перехват» – военные обыскивают каждую квартиру. Беглецам приходится быть очень изобретательными, чтобы их не схватили. В сценах из прошлого Профессор подвергает сомнению план Берлина по выкачиванию золота из банка с помощью нефтяного насоса. Но тот одержим идеей ограбления. Палермо рассказывает технические детали. Лиссабон сообщает группе, что Профессор перестал выходить на связь, теперь нужно самим решать, как действовать дальше. Палермо говорит, что они доведут операцию до конца любой ценой. Все готово, чтобы начать переправлять золото по трубам через весь город. Происходит заминка, но в итоге план работает. Тем временем человек майора Сагасты находится внутри здания банка, пробираясь к цели по вентиляционным шахтам. Профессор связывается с Бенхамином и рассказывает, как нужно действовать, чтобы вызволить их со Сьеррой из оцепленного района. |            |                                                                             |                                 | |                 |         |
| 39 | 8          | «Теория элегантности» «La teoría de la elegancia»                           | Неизвестно                      | Неизвестно | 3 декабря 2021  |         |
| В сценах из прошлого Берлин встречается с женой Татьяной, она просит о разводе. Мужчина считает, что расторгнуть брак она хочет из-за появления в ее жизни другого. Следует за ней и видит своего соперника – осознание, кто этот человек потрясает его до глубины души. Полиция продолжает анализировать аудиозаписи, полученные из банка. Эксперты начинают догадываться, как именно грабители собирались переправить золото из хранилища за пределы города. Тамайо отдает приказ проверить все каналы и водоочистительные сооружения. Моника (Стокгольм), потрясенная смертью друга, начинает постепенно сходить с ума – ее преследуют видения. В какой-то момент, после очередного посещения призрака, она открывает огонь и едва не убивает Денвера. Она хочет прекратить эти муки и сдаться властям. Полицейские приближаются к убежищу, в котором находятся Профессор и остальные. Он просит всех сдаться, не допустить кровавой бойни. Марсель категорически с этим не согласен. Но в итоге им приходится поднять руки вверх. |            |                                                                             |                                 | |                 |         |
| 40 | 9          | «Разговоры в постели» «Lo que se habla en la cama»                          | Неизвестно                      | Неизвестно | 3 декабря 2021  |         |
| Группа во главе с Профессором вооружаются и пускаются в погоню за грабителями, которые смогли обвести их вокруг пальца. Он связывается с Лиссабон и сообщает о произошедшем. Палермо предполагает, что среди них есть «крыса». Но потом, узнав детали, начинает понимать, что такую операцию мог провернуть только один человек. Артаче, человек майора Сагасты, сумела разминировать все входы в здание банка. Тамайо планирует штурм, ждет отмашки от бойца, находящегося внутри. Артаче внезапно нападает на Палермо сзади: операция «Троянский конь» начинается – Сагаста отдает приказ начинать штурм. Ликующий Тамайо входит внутрь – его враги повержены. Связывается с Профессором и говорит, что все кончено. Но тот предлагает немного подождать – он прибудет к банку, чтобы сдаться. Просит Сьерру найти золото, ведь только она, талантливый детектив, сможет это сделать. Тем временем гвардия производит осмотр хранилища и увиденное совсем их не радует – результаты ограбления могут обернуться национальной финансовой катастрофой. |            |                                                                             |                                 | |                 |         |
| 41 | 10         | «Семейная традиция» «Una tradición familiar»                                | Неизвестно                      | Неизвестно | 3 декабря 2021  |         |
| Тамайо продолжает издеваться над Профессором, говорит, что тот предал своих людей. Обращается к грабителям с предложением пойти на сделку: тот, кто скажет, где золото, получит свободу. В то же время в Сети, а затем и по всем телеканалам, распространяется вирусный ролик, в котором группировка делится подробностями, как им удалось ограбить Банк Испании. Полковник в ярости, поскольку понимает, что открывшаяся правда приведет к масштабному финансовому кризису. Сьерра с командой размышляют, где можно спрятать девяносто тонн золота. У них появляется догадка, и ее нужно срочно проверить – группа отправляется в офис, в котором занимаются регистрацией земельных участков. То, о чем предупреждал Профессор, происходит в реальном времени – генерал орет на Тамайо за то, что тот бездействует. Полковник применяет силу к Профессору. Тот говорит, что Тамайо может стать героем, который предотвратил крупнейший экономический кризис, нужно лишь довериться ему. Но военному уже нечего терять, он больше не готов на компромиссы. Дальнейшие события разворачиваются молниеносно: Тамайо, осознав, что произошло, требует от Профессора ответ, а его люди находятся под прицелом. Начинается обратный отсчет, после которого бойцы нажмут на курки. |            |                                                                             |                                 | |                 |         |

## Популярность и награды
«Бумажный дом» стал самым популярным неанглоязычным телесериалом платформы Netflix.
В апреле 2018 года сразу три персонажа «Бумажного дома» — Профессор (3-е место), Токио (17-е место) и Денвер (19-е место) — попали в топ-20 самых популярных героев телесериалов, составленном по результатам опроса пользователей крупнейшей в Интернете базы телевизионных шоу TV Time.
В декабре 2018 года газета «Нью-Йорк таймс» включила сериал в свой список лучших иностранных телесериалов 2018 года.
Сериал стал лауреатом Международной премии «Эмми» 2018 года в категории «Лучший драматический сериал».

## Адаптации и спин-оффы
В ноябре 2020 года Netflix объявил о создании южно-корейской адаптации «Бумажного дома». Режиссёром сезона из 12 серий был выбран Ким Хон-сон.
В ноябре 2021 года стало известно о разработке спин-оффа под названием «Берлин», повествующий больше о жизни одного из грабителей — Андреса де Фонойосы (Берлина). Выход сериала был намечен на 2023 год.
В сентябре 2022 года стартовали съёмки спин-оффа «Берлин». Режиссёрами выступили Альберт Пинто, Давид Баррокаль и Джеффри Каупер. Всего планируется 8 эпизодов. Съёмки будут проходить в Испании и Франции.